# Sterimar
Stérimar est un spray d’eau de mer naturel et sans conservateurs conçu par Sofibel-Laboratoires Fumouze. C’est un dispositif médical de classe IIa, marqué CE.
Stérimar est recommandé pour l’hygiène nasale 
mais aussi pour décongestionner la muqueuse nasale lors d’épisodes infectieux et allergiques tels que la rhinite
et la rhinite allergique  (rhume des foins), la sinusite,
ou la rhinopharyngite.

## Histoire
- 1975 – Lancement de Stérimar en France. C’est le premier spray d’eau de mer isotonique spécialement développé pour l’hygiène nasale.
- 2000 – Lancement en Grande-Bretagne. C’est le premier spray d’eau de mer développé pour l’hygiène nasale.
- 2005 – 30e anniversaire de Stérimar, commercialisé dans 84 pays.

## Gamme de produits
- Stérimar Hygiène Nasale (Isotonique)
- Stérimar Nez Bouché (Hypertonique)[7]
- Stérimar Bébé
- Stérimar Manganèse – nez sujets aux allergies
- Stérimar Cuivre – nez sujets aux infections
- Stérimar Soufre – nez sujets aux affections récidivantes

### Specificités par pays
Au Royaume-Uni, Stérimar Hygiène Nasale (Isotonique) et Stérimar Nez bouché (Hypertonique) sont disponibles en 50 ml et 100 ml.